# Huperzia
Huperzia es un género de licopodios perteneciente a la familia Lycopodiaceae.
El género tiene una distribución cosmopolita, con unas 400 especies. Algunos botánicos dividen Huperzia en dos géneros, Huperzia que incluye 10-15 especies del Ártico y el resto en Phlegmariurus, un género epífita tropical o subtropical. Huperzia está incluido en la familia Huperziaceae en algunas clasificaciones, o alternativamente en la más ampliamente definida Lycopodiaceae.
Presenta esporangios caulinares, no agrupados en estróbilos . (Valencia Ávalos, et.al., 2014)
- Principales géneros:

Phylloglossum
Diphasiastrum

## Especies seleccionadas
| - Huperzia acerosa - Huperzia appressa - Huperzia arctica - Huperzia attenuata - Huperzia australiana - Huperzia balansae - Huperzia billardieri - Huperzia brachiata - Huperzia bradeorum - Huperzia brevifolia - Huperzia campiana - Huperzia capellae - Huperzia capillaris - Huperzia carinata - Huperzia chamaeleon - Huperzia compacta - Huperzia crassa - Huperzia cumingii - Huperzia cuneifolia - Huperzia curvifolia - Huperzia dacrydioides - Huperzia dentata - Huperzia dichaeoides - Huperzia dichotoma - Huperzia ericifolia - Huperzia eversa - Huperzia filiformis - Huperzia foliacea - Huperzia fordii - Huperzia funiformis - Huperzia heteroclita - Huperzia hippuridea - Huperzia hippuris - Huperzia hoffmannii - Huperzia holstii - Huperzia homocarpa - Huperzia horizontalis - Huperzia hystrix - Huperzia lancifolia - Huperzia lindenii | - Huperzia linifolia - Huperzia lockyeri - Huperzia lucidula - Huperzia mannii - Huperzia megastachya - Huperzia mesoamericana - Huperzia mingcheensis - Huperzia mollicoma - Huperzia myrsinites - Huperzia nummularifolia - Huperzia nutans - Huperzia ophioglossoides - Huperzia pflanzii - Huperzia phlegmaria - Huperzia phlegmarioides - Huperzia pithyodes - Huperzia pittieri - Huperzia polycarpos - Huperzia polydactyla - Huperzia porophila - Huperzia prolifera - Huperzia reflexa - Huperzia rosenstockiana - Huperzia rufescens - Huperzia sarmentosa - Huperzia selago - Huperzia serrata - Huperzia sieboldii - Huperzia squarrosa - Huperzia subulata - Huperzia talamancana - Huperzia tauri - Huperzia taxifolia - Huperzia tenuis - Huperzia tetragona - Huperzia tetrasticha - Huperzia tubulosa - Huperzia unguiculata - Huperzia varia - Huperzia verticillata - Huperzia wilsonii |